# SN 441011

Construction géométrique de la forme extérieure des fiches T12 et T23

Polarité de la prise T13.
Bleu (gauche) : neutre
Vert-Jaune (centre) : terre
Marron (droite) : phase

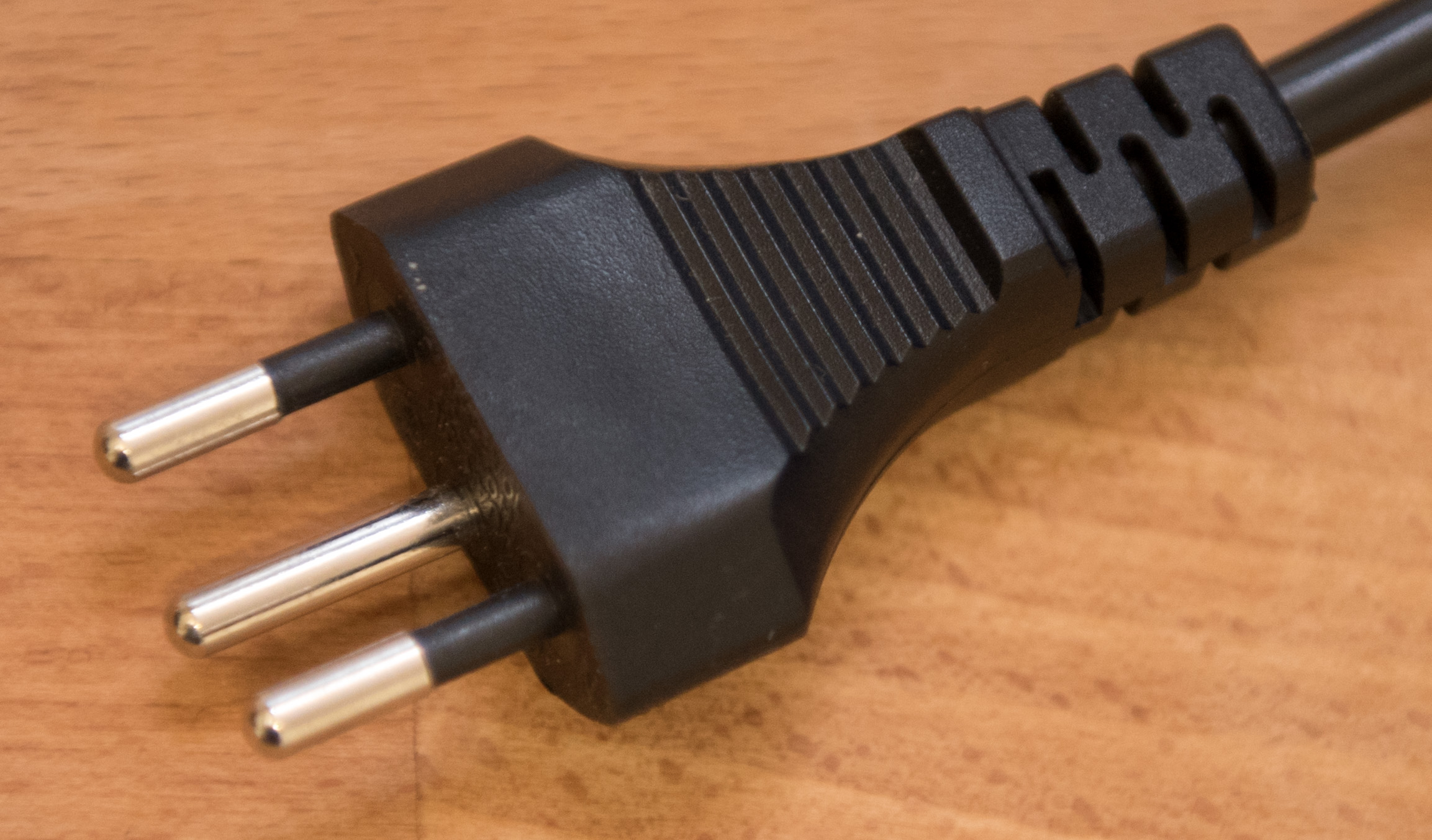
Fiche SN 441011 type 12 (avec broches partiellement isolées).

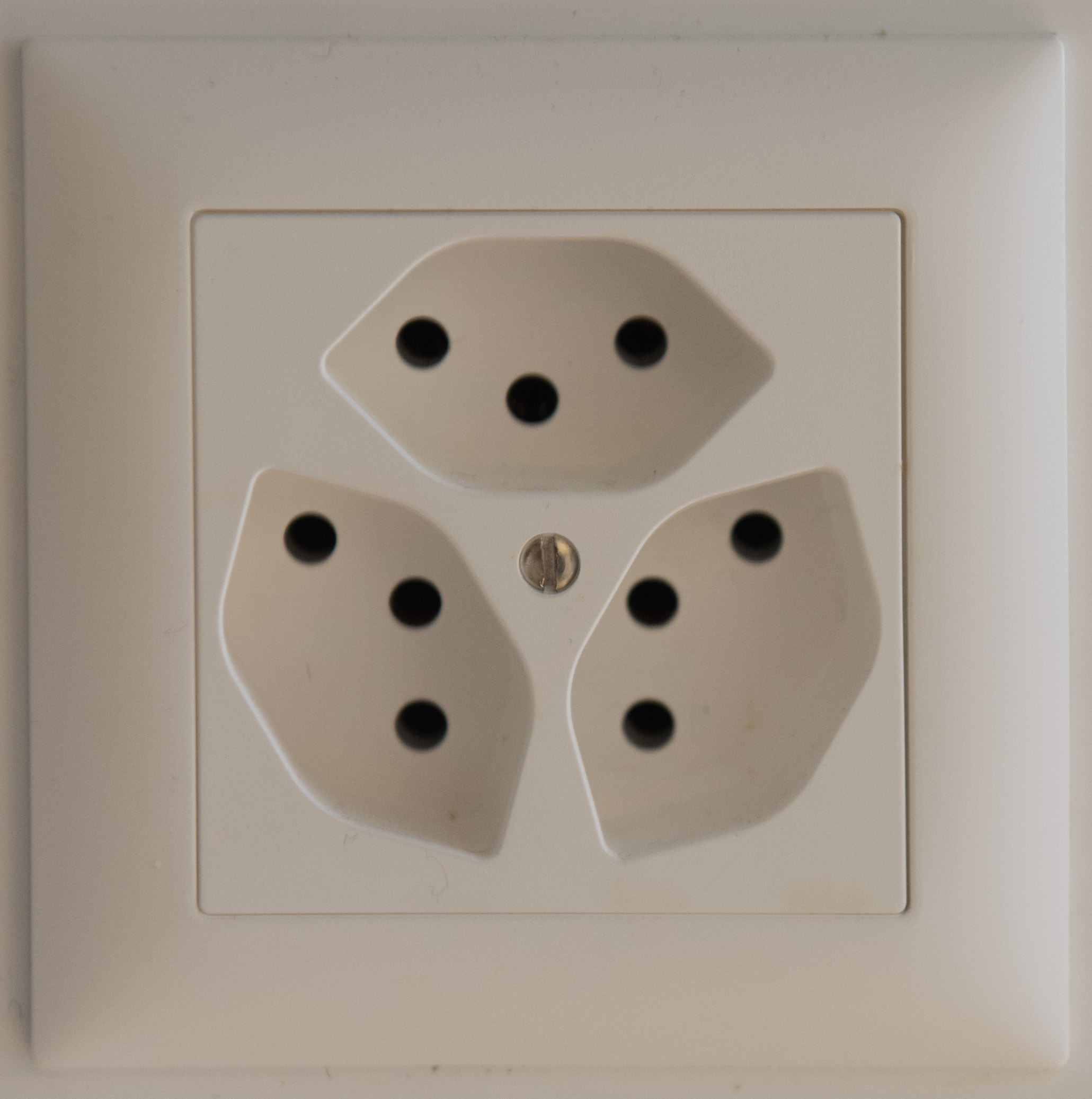
Prise comportant trois prises SN 441011 type 13.

Le système SN 441011 (jusqu'en 2019 SEV (de) 1011) constitue la norme de prises électriques de la Suisse et du Liechtenstein. Au niveau international, on parle également de « prises de type J » pour les prises de types 12 et 13 (voir ci-dessous).
Le système dispose de connecteurs monophasés 250 V et triphasés 250/440 V pour des intensités de 10 A et 16 A. Toutes les prises fixes disposent d'un contact de terre, systématiquement situé au centre. La disposition non alignée des contacts assure une protection contre les inversions de polarité. Le système présente une compatibilité hiérarchique à tous les niveaux : par exemple, une fiche monophasée 10 A sans terre peut se brancher sur une prise triphasée 16 A. Bien que ne faisant pas partie de la norme SN 441011, la prise européenne Europlug (CEE 7/16) de 2,5 A est compatible avec ce système.

## Types de prises et fiches
Pour un type donné, une prise et une fiche « correspondantes » sont en général définies. Par exemple, la prise et la fiche type 23 sont adaptées au courant monophasé 16 A. On peut donc naturellement brancher cette prise et cette fiche, mais la plupart du temps, d'autres combinaisons sont possibles. Par exemple, la fiche T12 (monophasé 10 A) peut se connecter sur la prise T23, et la fiche T23 peut se connecter sur la prise T25 (triphasé 16 A).

### Synoptique des prises et fiches actuellement en vigueur
Les prises et fiches suivantes sont en vigueur début 2019 :
|       | Monophasé sans terre        | Monophasé avec terre     | Triphasé (avec terre) |
| ----- | --------------------------- | ------------------------ | --------------------- |
| 2,5 A | Europlug / CEE 7/16 (fiche) |                          |                       |
| 10 A  | T11 (fiche et prise*)       | T12 (fiche), T13 (prise) | T15 (fiche et prise)  |
| 16 A  | T21 (fiche et prise*)       | T23 (fiche et prise)     | T25 (fiche et prise)  |

(*) Les prises sans terre n'existent que pour prolongateurs (i.e. connecteurs). Toutes les prises fixes sont munies de la terre.
Dans ce tableau, une fiche donnée peut se brancher dans toutes les prises du quadrant situé sous elle et à sa droite.

### Dimensions
Dimensions du collier de protection pour douillesLes colliers des prises selon T11 et T21 ont une largeur d'au moins 16 mm (+1 mm), ceux selon T13 et T23 d'au moins 21 mm (+2 mm). Tous les colliers de ces types ont une longueur d'au moins 36,5 mm. Les angles respectifs sont de 45 degrés. Ceux des prises triphasées ont une dimension de 37,2 (± 0,7) × 39,5 (± 1) mm.
Profondeur du collier de protection pour les prisesPour les prises monophasées (T11, T13, T21, T23) la collerette de protection est profonde de 13 mm (+5 mm), pour les prises triphasées elle est profonde de 17,5 mm (+1 mm).
Dimensions du connecteurLes fiches selon T11 et T21 ont une largeur comprise entre 13 mm et 14,5 mm, celles selon T12 et T23 entre 17 mm et 20 mm. Les connecteurs selon T11 et T13 ont une longueur comprise entre 35 mm et 36 mm. Les angles respectifs sont de 45 degrés. Les fiches triphasées ont une dimension de 35,4 (± 0,7) × 30 (± 0,7) mm.
Longueur de la broche du connecteurLes broches ont une longueur de 19 mm (± 0,5 mm) sur tous les types. La longueur de l'isolant sur les broches du connecteur est de 8 mm (± 0,25 mm).
Diamètre des broches et des ouverturesLes broches du connecteur 10 A sont rondes d'un diamètre de 4 mm (± 0,06 mm). Le diamètre des ouvertures des prises est de 4,5 (+ 0,2) mm. 
 Les broches des fiches 16 A sont rectangulaires d'une section de 4 (± 0,06) x 5 (± 0,06) mm², les ouvertures correspondantes mesurent 4,5 (+ 0,2) x 5,5 (+ 0,2) mm².
Distance entre les conducteursDans les deux versions 10 A et 16 A, la distance entre le conducteur de phase et le conducteur neutre est de 19 mm (± 0,15 mm). Le conducteur de protection est décalé de 5 mm (± 0,1 mm). 
 Dans les fiches et prises triphasées (T15 et T25), L2 et L3 sont décalées de 8 mm (± 0,1 mm) par rapport au conducteur de protection, c'est-à-dire que la distance entre L1 et L2 ou entre N et L3 est de 13 mm.

### Orientation

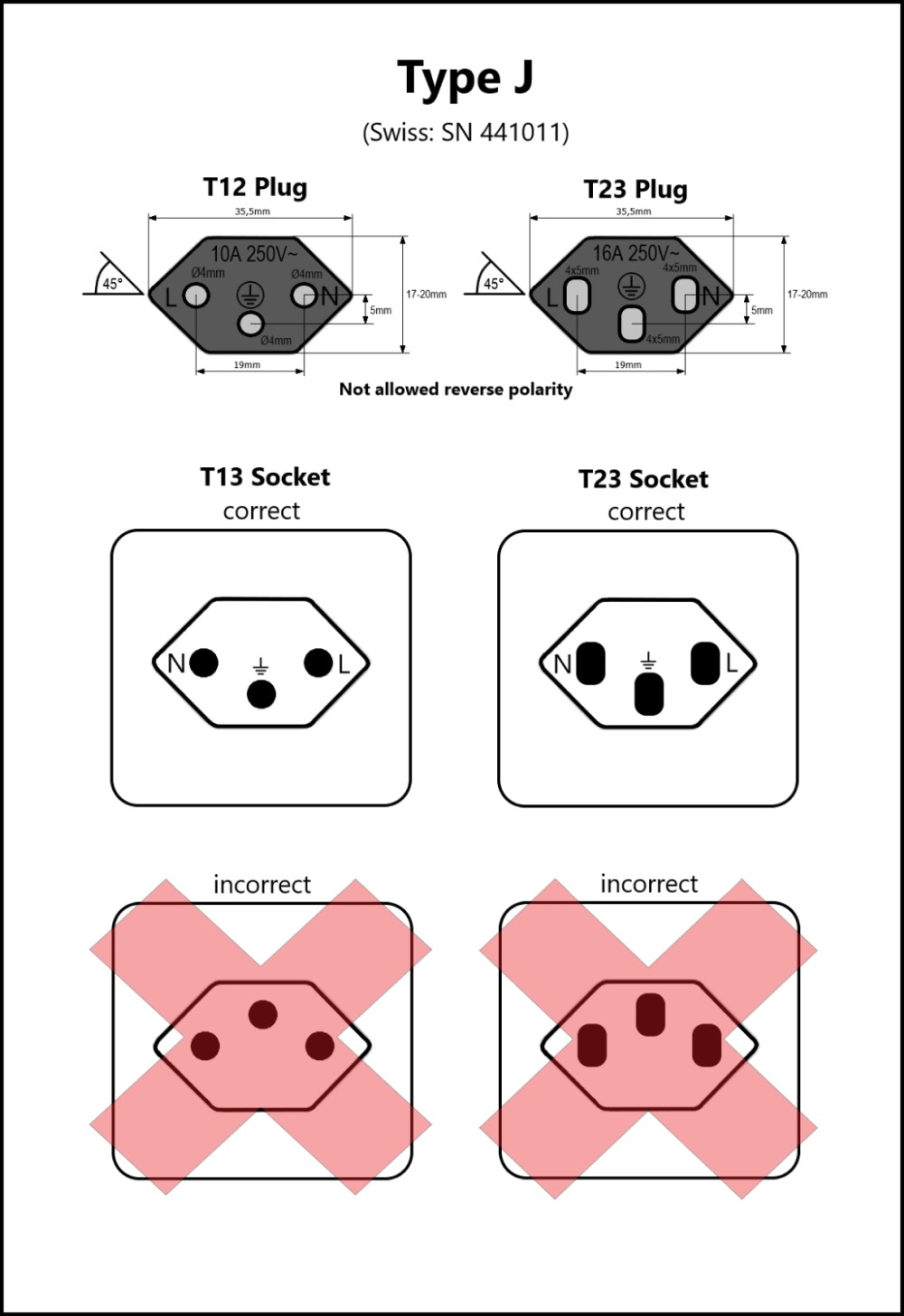

Les prises monophasées (T13 et T23) doivent être installées selon cette description à droite (respect de l'orientation mécanique et électrique).
L'orientation des prises triphasées (T15 et T25) est généralement tournée de 180 degrés (neutre & phase en bas, terre au centre) mais pas obligatoirement; les phases devant être branchées selon leur ordre (L1, L2, L3 ou L2, L3, L1 ou L3, L1, L2) en tournant dans le sens horaire (donc neutre bas-droit, L1 bas-gauche, L2 haut-gauche, L3 haut-droit).

### Diagramme de compatibilité hiérarchique

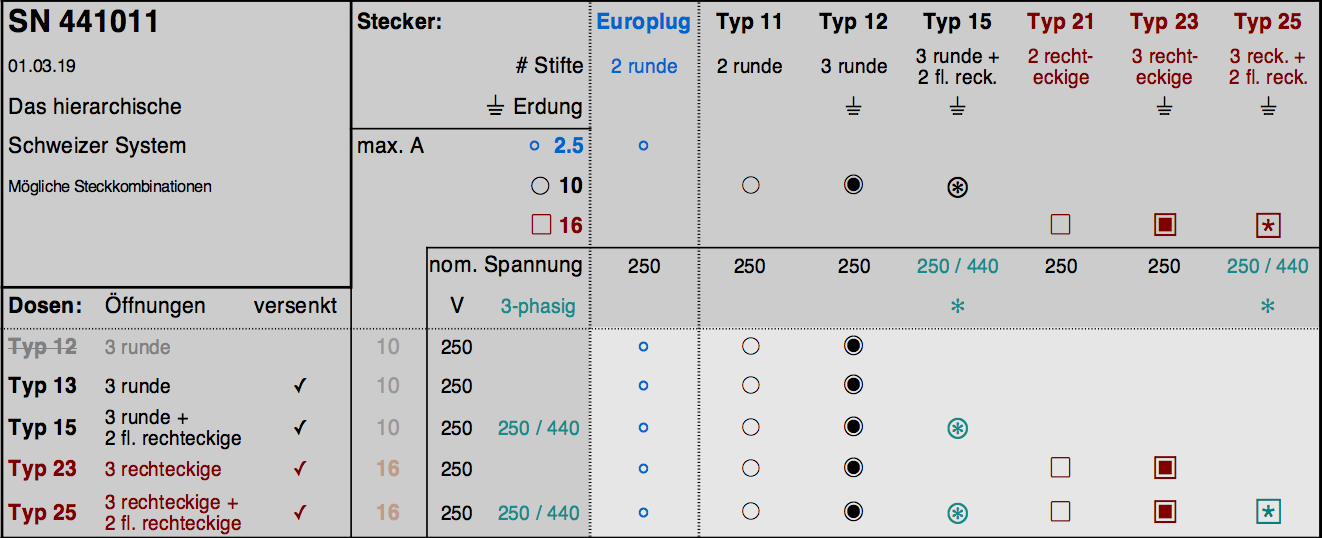
Norme SN 441011:2019 : compatibilité hiérarchique.

### Tableau détaillé des types de prises et fiches, y compris obsolètes
| Type | Prise ou fiche | Photo                                   | Description                                                             | Tension / courant  | Contacts          | Validité | Feuille de normalisation |
| ---- | -------------- | --------------------------------------- | ----------------------------------------------------------------------- | ------------------ | ----------------- | --- | ------------------------ |
| T1   | Prise          |                                         | à deux pôles                                                            | 250 V / 10 A       | L, N              | Obsolète ; vente interdite | SNV 24506                |
| T1   | Fiche          |                                         | à deux pôles                                                            | 250 V / 10 A       | L, N              | Obsolète ; vente interdite depuis le 1er janvier 2000                                                                                  | SNV 24506                |
| T2   | Prise          |                                         | à deux pôles et terre                                                   | 250 V / 10 A       | L, N, PE          | Introduction années 1930 Obsolète dès 1953 ; vente interdite                                                                           |                          |
| T2   | Fiche          |                                         | à deux pôles et terre                                                   | 250 V / 10 A       | L, N, PE          | Obsolète ; vente interdite |                          |
| T3   | Prise          | rahmenlos                               | à deux pôles                                                            | 380 V / 10 A       | L1, L2            | Obsolète ; vente interdite | SNV 24527                |
| T3   | Fiche          |                                         | à deux pôles                                                            | 380 V / 10 A       | L1, L2            | Obsolète ; vente interdite | SNV 24527                |
| T4   | Prise          | rahmenlos                               | à deux pôles et terre                                                   | 380 V / 10 A       | L1, L2, PE        | Introduction années 1930 Obsolète dès 1953 ; vente interdite                                                                           | SNV 24512                |
| T4   | Fiche          |                                         | à deux pôles et terre                                                   | 380 V / 10 A       | L1, L2, PE        | Obsolète ; vente interdite | SNV 24512                |
| T5   | Prise          | rahmenlos                               | à trois pôles et terre                                                  | 380 V / 10 A       | L1, L2, L3, PE    | Obsolète (courant 1980) ; vente interdite                                                                                              | SNV 24514                |
| T5   | Fiche          | rahmenlos                               | à trois pôles et terre                                                  | 380 V / 10 A       | L1, L2, L3, PE    | Obsolète (courant 1980) ; vente interdite                                                                                              | SNV 24514                |
| T6   | Prise          | rahmenlos                               | à deux pôles                                                            | 50 V / 10 A        |                   | Obsolète ; vente interdite | SNV 24516                |
| T6   | Fiche          | rahmenlos                               | à deux pôles                                                            | 50 V / 10 A        |                   | Obsolète ; vente interdite | SNV 24516                |
| T7   | Prise          |                                         | «pour cuisinière»                                                       | 500 V / 15 A       | L1, L2, PE        | Obsolète ; vente interdite depuis 2005                                                                                                 | SNV 24518                |
| T7   | Fiche          |                                         | «pour cuisinière»                                                       | 500 V / 15 A       | L1, L2, PE        | Obsolète ; vente interdite | SNV 24518                |
| T8   | Prise          |                                         | «pour cuisinière»                                                       | 500 V / 15 A       | L1, L2, L3, PE    | Obsolète ; vente interdite depuis 2005                                                                                                 | SNV 24520                |
| T8   | Fiche          |                                         | «pour cuisinière»                                                       | 500 V / 15 A       | L1, L2, L3, PE    | Obsolète ; vente interdite | SNV 24520                |
| T9   | Prise          |                                         | «pour cuisinière»                                                       | 500 V / 25 A       | L1, L2, L3, N, PE | Obsolète ; vente interdite depuis 2005                                                                                                 | SNV 24522                |
| T9   | Fiche          |                                         | «pour cuisinière»                                                       | 500 V / 25 A       | L1, L2, L3, N, PE | Obsolète ; vente interdite | SNV 24522                |
| T10  | Prise          |                                         | «pour cuisinière»                                                       | 500 V / 25 A       | L1, L2, L3, PE    | Obsolète ; vente interdite depuis 2005                                                                                                 | SNV 24524                |
| T10  | Fiche          |                                         | «pour cuisinière»                                                       | 500 V / 25 A       | L1, L2, L3, PE    | Obsolète ; vente interdite | SNV 24524                |
| T11  | Connecteur     |                                         | à deux pôles avec collerette pour prolongateur                          | 250 V / 10 A       | L, N              | | SEV 6533-1:2009          |
| T11  | Fiche          |                                         | à deux pôles (broches non-isolées)                                      | 250 V / 10 A       | L, N              | Anciennes fiches sans isolation des broches interdites à la production et à l'importation depuis fin 2012, à la vente depuis fin 2016. | SEV 1011:1998            |
| T11  | Fiche          |                                         | à deux pôles (avec broches partiellement isolées)                       | 250 V / 10 A       | L, N              | Dès 2009. | SEV 6533-2:2009          |
| T12  | Prise          |                                         | plate deux pôles et terre                                               | 250 V / 10 A       | L, N, PE          | Obsolète ; vente interdite depuis fin 2016                                                                                             | SEV 6534-1:2009          |
| T12  | Fiche          |                                         | à deux pôles et terre (broches non-isolées)                             | 250 V / 10 A       | L, N, PE          | Anciennes fiches sans isolation des broches interdites à la vente depuis fin 2013.                                                     | SEV 1011:1998            |
| T12  | Fiche          |                                         | à deux pôles et terre (avec broches partiellement isolées)              | 250 V / 10 A       | L, N, PE          | Dès 2009. | SEV 6534-2:2009          |
| T13  | Prise          |                                         | avec collerette deux pôles et terre                                     | 250 V / 10 A       | L, N, PE          | | SEV 6535:2009            |
| T14  | Prise          | Stecker Typ 14 nach alter Norm SEV 1011 | à deux pôles et terre - prise de transition combinant une T2 et une T13 | 250 V / 10 A       | L, N, 2xPE        | Obsolète ; vente interdite depuis 1974                                                                                                 | SNV 24509                |
| T15  | Prise          |                                         | triphasée                                                               | 250 V/440 V / 10 A | L1, L2, L3, N, PE | | SEV 6532-1:2009          |
| T15  | Fiche          |                                         | triphasée                                                               | 250 V/440 V / 10 A | L1, L2, L3, N, PE | SEV 6532-2:2009 |                          |
| T18  | Prise          |                                         | à deux pôles et terre                                                   | 380 V / 10 A       | L, N, PE          | Obsolète (courant 1980) | SNV 24529                |
| T18  | Fiche          |                                         | à deux pôles et terre                                                   | 380 V / 10 A       | L, N, PE          | Obsolète (courant 1980) | SNV 24529                |
| T19  | Connecteur     |                                         | à deux pôles et terre                                                   | 380 V / 10 A       | L, N, PE          | Obsolète (courant 1980) | SNV 24530                |
| T19  | Fiche          | n/a                                     | à deux pôles et terre                                                   | 380 V / 10 A       | L, N, PE          | Obsolète (courant 1980) | SNV 24530                |
| T20  | Prise          |                                         | à deux pôles et terre, la prise accepte fiches T4 et T18                | 380 V / 10 A       | L, N, 2xPE        | Obsolète (courant 1980) | SNV 24531                |
| T20  | Fiche          | n/a                                     | à deux pôles et terre, la prise accepte fiches T4 et T18                | 380 V / 10 A       | L, N, 2xPE        | Obsolète (courant 1980) | SNV 24531                |
| T21  | Connecteur     |                                         | à deux pôles pour prolongateur                                          | 250 V / 16 A       | L, N              | depuis 1998 | SEV 5933-1:2009          |
| T21  | Fiche          |                                         | à deux pôles                                                            | 250 V / 16 A       | L, N              | depuis 1998 | SEV 5933-1:2009          |
| T23  | Prise          |                                         | à deux pôles et terre                                                   | 250 V / 16 A       | L, N, PE          | depuis 1998 | SEV 5934-1:2009          |
| T23  | Fiche          |                                         | à deux pôles et terre                                                   | 250 V / 16 A       | L, N, PE          | depuis 1998 | SEV 5934-2:2009          |
| T25  | Prise          |                                         | triphasée                                                               | 250 V/440 V / 16 A | L1, L2, L3, N, PE | depuis 1998 | SEV 5932-1:2009          |
| T25  | Fiche          |                                         | triphasée                                                               | 250 V/440 V / 16 A | L1, L2, L3, N, PE | depuis 1998 | SEV 5932-2:2009          |

## Évolution

### Origines
La série 10 A a été normalisée progressivement :
- T12 en 1937 ;
- T11 en 1952 ;
- T13 en 1953 ;
- T15 en 1979.

Ensuite, la variante 16 A (types 21, 23, 25) a vu le jour en 1997.

### Sécurisation des types 11, 12 et 13

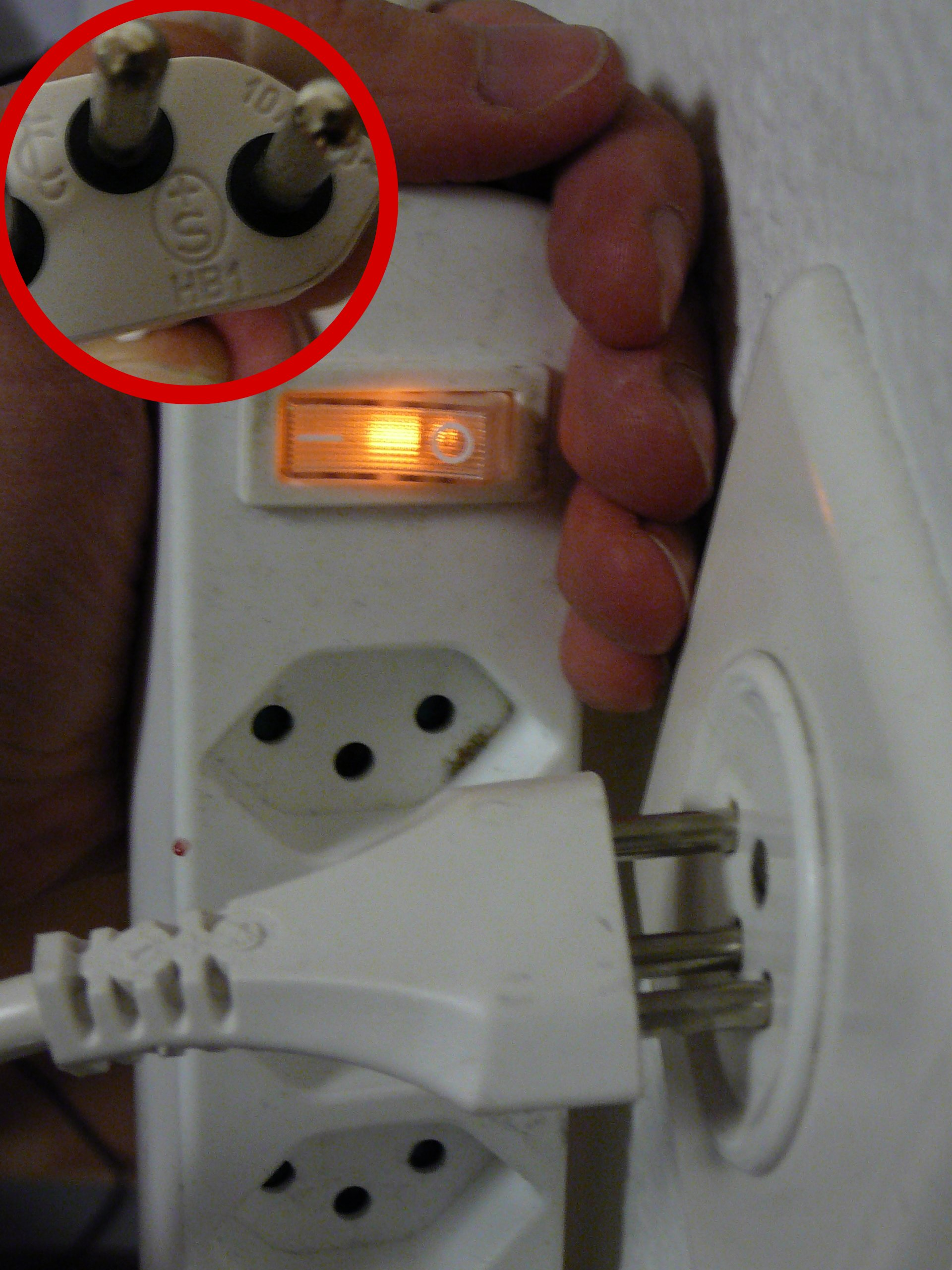
Fiche T12 pré-2009 et prise T12 : les doigts peuvent toucher une tension dangereuse.

À l'origine, les fiches et prises de type 12 (les plus répandus dans un usage domestique) posaient un problème de sécurité. Comme les prises T12 sont plates et comme les broches des fiches ne comportaient aucune isolation, le contact électrique s'établissait dans les broches alors mêmes que ces dernières restaient accessibles, pas totalement enfoncées.
Les prises T13 ne présentent pas ce risque car elles disposent d'une collerette, autrement dit la prise est « en creux ». Au moment où le contact électrique s'établit, les broches se trouvent à l'intérieur de la collerette et elles ne sont donc plus accessibles. Les prises T13 étaient préconisés dans les environnements humides (salles de bains, cuisines, etc.) et sur les lieux de travail.
La révision 2009 de la norme SEV 1011 a donc introduit deux mesures :
1. Suppression des prises T12 (mise en circulation et installation interdites après le 31 décembre 2016) et à la place utilisation de prises T13 dans tous les cas ;
2. Modification des fiches T12 (et T11) de sorte que les broches soient partiellement isolées (de façon similaire à l'Europlug). Les anciennes fiches non partiellement isolées sont interdites à l'import et à la production après le 31 décembre 2012, à la vente après le 31 décembre 2016.

La mesure no 1 permet à elle seule d'assurer la sécurité électrique dans les nouvelles installations, mais elle n'améliore pas la sécurité des installations existantes. Or les prises électriques restent souvent en place des dizaines d'années. La mesure no 2 permet alors d'améliorer la sécurité lors de l'utilisation de prises T12 existantes : lorsque le contact électrique s'établit dans une broche partiellement isolée, la partie conductrice n'est plus accessible, même avec une prise sans collerette. Comme en moyenne les appareils électriques sont renouvelés assez souvent (plus souvent que les prises), la situation devrait globalement s'améliorer en quelques années.